# Zwartkruindiksnavelmees
De zwartkruindiksnavelmees (Paradoxornis margaritae; synoniem: Psittiparus margaritae) is een zangvogel uit de familie Paradoxornithidae (diksnavelmezen).

## Verspreiding en leefgebied
Deze soort is endemisch in de hooglanden van zuidelijk Vietnam.

## Status
De grootte van de populatie is niet gekwantificeerd maar de soort wordt omschreven als schaars tot plaatselijk vrij algemeen. Het verspreidingsgebied is erg klein en neemt verder af door ontbossing. Op de Rode lijst van de IUCN heeft deze soort daarom de status kwetsbaar.